# Adonisea tobia
Adonisea tobia là một loài bướm đêm trong họ Noctuidae.